# 淺間號列車
「淺間」（日语： Asama */?）是東日本旅客鐵道（JR東日本）在管內東北新幹線、上越新幹線及北陸新幹線運行的新幹線班次的名稱（2015年3月14日前行經的路段，又稱作「長野新幹線」），於1997年10月1日開業，來往東京站和長野站。
本条目同时记载在北陆新干线开业前、运行于信越本线上的特急“浅间”号列车的历史。

## 概要

### 名稱由來
和JR東日本很多新幹線列車名一樣，都是承繼新幹線通車前和新幹線服務同一地方開出前往相同目的地的舊有特急列車之列車名。淺間號本是在1961年行走上野站－長野站/直江津站間，經由東北本線，高崎線，信越本線的國鐵L特急列車，以聳立在群馬縣和長野縣間的淺間山為名。隨著1997年長野新幹線的開通，乘客不需要再乘坐在來線特急到長野，淺間號的名稱也轉移到新幹線上。

## 運行概況
2015年北陸新幹線延伸至金澤后，由於長野至東京間增設了「光輝號」、「白鷹號」等速達類別的列車，淺間號的定位漸漸改爲長野至東京間各站停車的類別，並增加了在上越新幹線路段（熊谷站、本庄早稻田站等）停站的班次比例，因此所需時間比延伸至金澤前有所增加。
延伸至金澤前，列車名雖統一稱為「淺間號」，但是各班次因為有不同的停車模式，所以行車時間也各有不同。這類似於九州新幹線通車前燕號的模式。
2015年延伸至金澤前的行車時間如下：
最快往來東京-長野站的列車需時1小時23分，平均需時約1小時40分鐘。
- 東京-輕井澤：最快1小時2分（553號。沿途停大宮和高崎站，上野站則為通過站）
- 東京-長野：最快1小時23分（518號。途中只停大宮站）

1997年開業時至2002年12月前設有一班長野直達東京的班次，需時1小時19分鐘（淺間3號）。不過，受地形影響，到長野的直達班次（淺間4號）就需時1小時21分鐘。及後，因為直達班次和只停大宮站的班次所需時間差別不大；為增加效率，在2002年就取消了該班列車。

### 停車站
| 号数        | 運行數目         | 東京站 | 上野站 | 大宮站 | 熊谷站 | 本庄早稻田站 | 高崎站 | 安中榛名站 | 輕井澤站 | 佐久平站 | 上田站 | 長野站 | 備注     |
| ----------- | ---------------- | ------ | ------ | ------ | ------ | ------------ | ------ | ---------- | -------- | -------- | ------ | ------ | -------- |
| 600 - 632号 | 下行3班／上行5班 | ●      | ●      | ●      | －     | －           | ●      | ○          | ●        | ●        | ●      | ●      |          |
| 600 - 632号 | 下行5班／上行5班 | ●      | ●      | ●      | ●      | －           | ●      | ○          | ●        | ●        | ●      | ●      |          |
| 600 - 632号 | 下行9班／上行6班 | ●      | ●      | ●      | ●      | ●            | ●      | ○          | ●        | ●        | ●      | ●      |          |
| 600 - 632号 | 上行1班          | ●      | ●      | ●      | ●      | ●            | ●      | ●          | ●        | －       | －     | ●      |          |
| 699号       | 下行1班          |        |        |        |        |              |        |            | ●        | ●        | ●      | ●      | 平日運行 |

圖例
- ●：停車
- ○：部分列車停車
- －：通過

## 使用車輛
使用E7系、W7系12輛編組列車行駛（JR東日本：F編組，屬長野新幹線車輛中心；JR西日本：W編組，屬白山綜合車輛所）。1-5號車為普通車自由席，6-10號車為普通車指定席、11號車為綠色車廂、12號為特等車廂（GranClass）。其中特等車廂與同綫「光輝號」、「白鷹號」不同，不設專屬車廂列車助理及不提供輕食、飲品服務，僅提供座位，因此同路段中淺間號的特等車廂費用較便宜。全車禁煙（2007年3月18日，新法例健康增進法實施，該法例第25條規定在車廂內禁止吸煙）。
由於在高崎至輕井澤間的一段連續長30公里，斜道達30/1000的路段，即是說，列車由路段開始到完結，共攀登或者下降了900公尺的高度（該段路的在來線區間為橫川站-輕井澤站，也就是知名的碓冰嶺）。又因為日本的供電歷史問題，輕井澤站至佐久平站間為50Hz/60Hz電源切換區。因此行走北陸新幹綫E7/W7系列車均配備高電源輸出和對應雙電源。

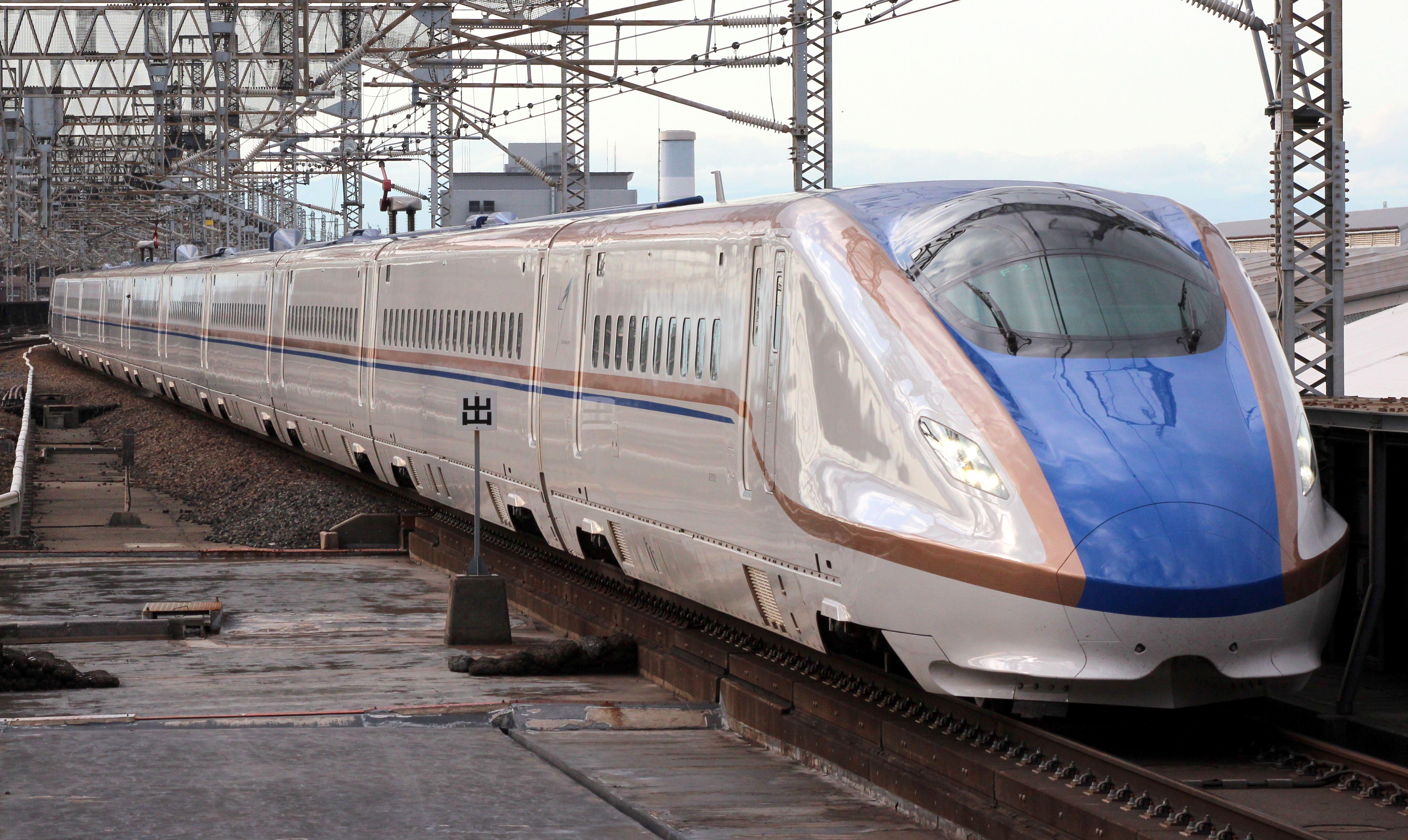
E7系・W7系（E7系F2編成）

### 曾使用的車輛
E2系（N編成・8輛）

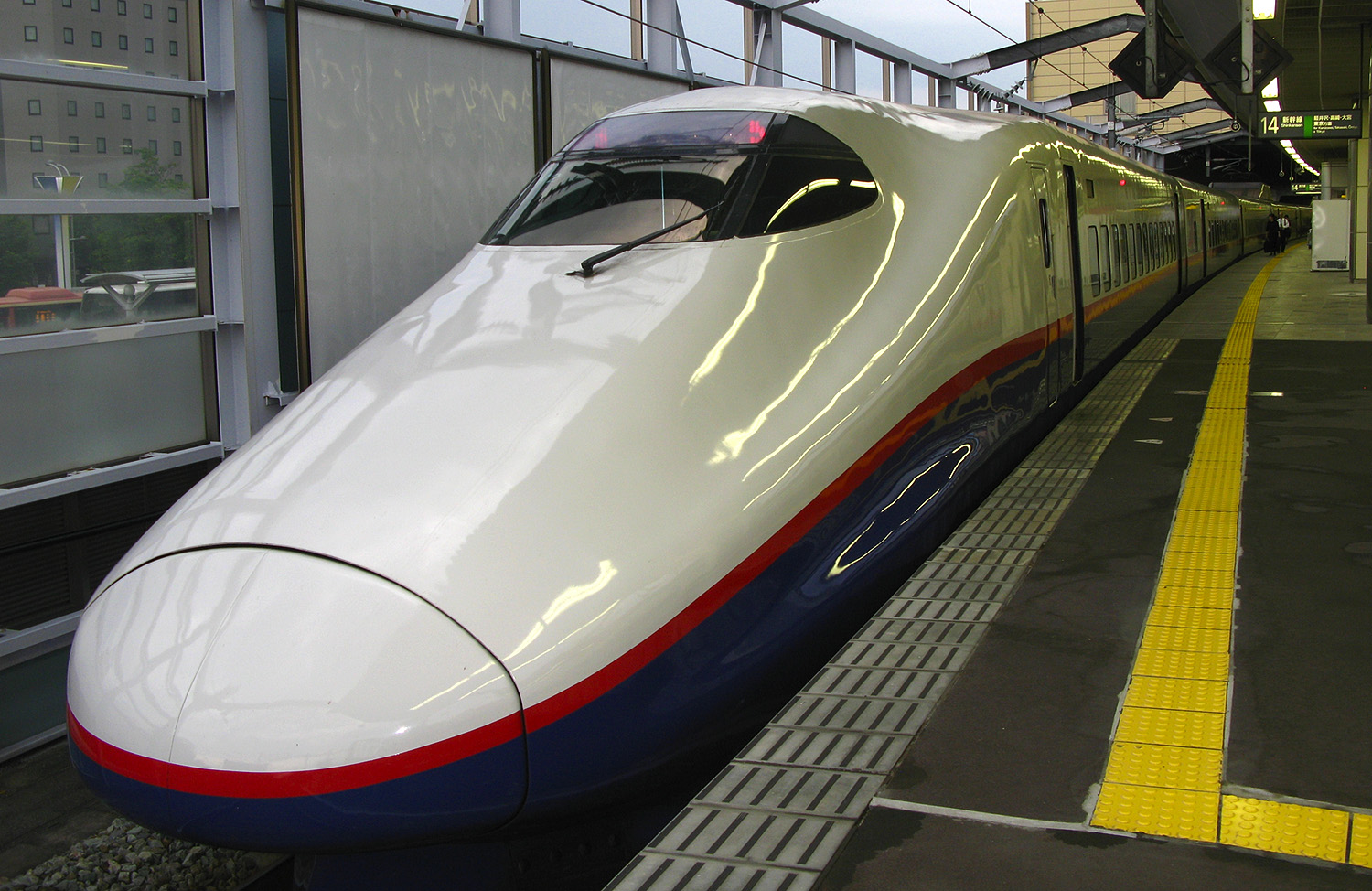
長野新幹線的E2系

- 長野開業時開始運用，2015年12月24日后不再在定期列車中運用。2017年全部列車廢車。

E4系（P編成・8輛）
- 為了可以在假日和特別日子運送大量乘客到長野，JR東日本特別製造了兩列可以攀登碓冰峠到輕井澤的E4系列車（P51/P52編組）；及兩列可以同時攀登碓冰峠和使用雙電源到長野的E4系列車（P81/P82編組），並在2001年7月22日開始服務。給這種在高速鐵路中可以載運最多乘客的列車支援長野新幹線的特別需要，唯這P81/P82編成的E4系雖然以可變電壓可變頻控制器（VVVF）傳動，但是為免對車上其他機器作出不必要的損耗，所以他們均不能長時間行走輕井澤至長野間60Hz供電的路段。

200系（F80編成・12輛）
- 在1998年長野冬季奧運會開幕期間為了増強輸送能力，JR東日本改裝了一列12輛的200系（F80編成），可以行走急斜道和使用雙電源，用以淺間號服務，至冬季奧運結束，該車在2004年因為車齡甚高已報廢。

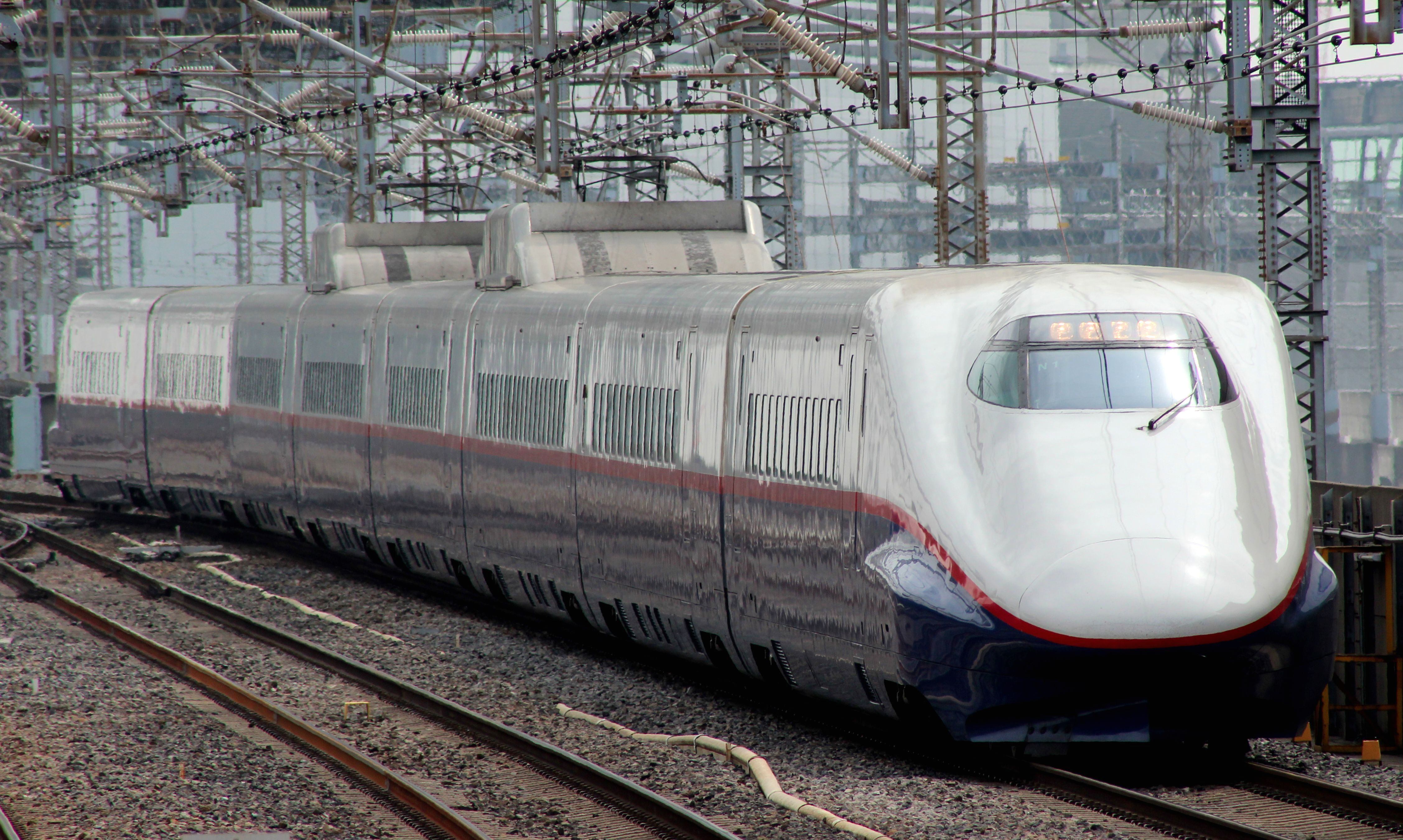
E2系（N1編組）
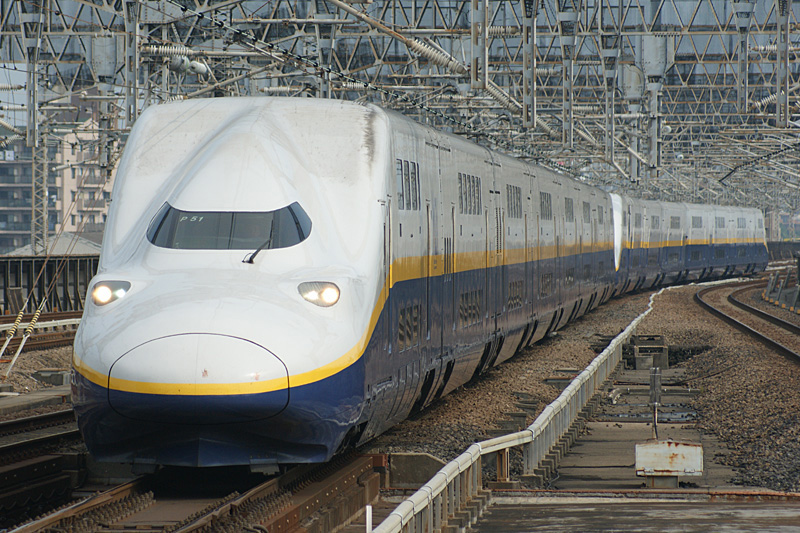
E4系（P51編組）
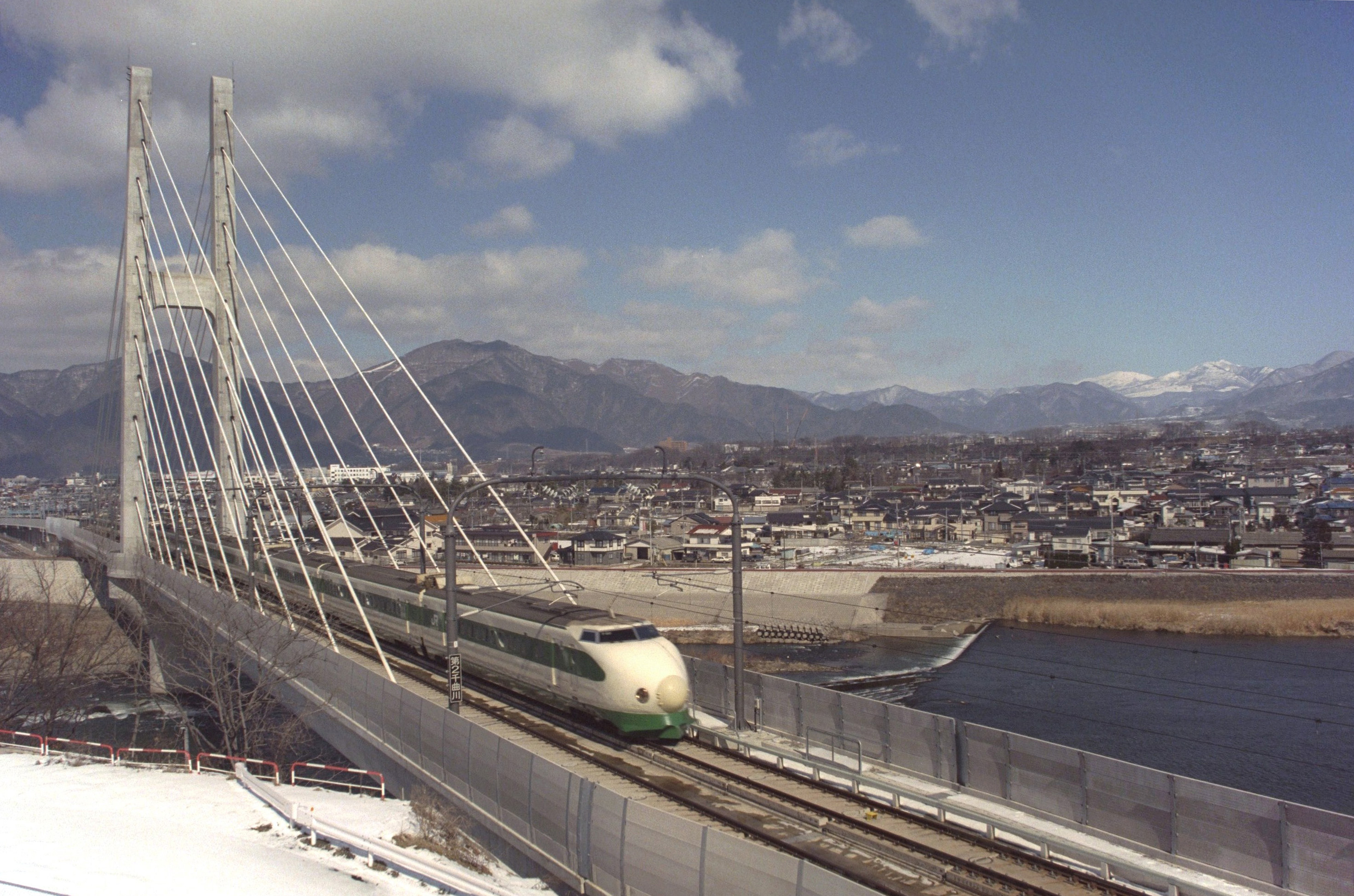
200系（F80編組）

## 淺間號的歷史

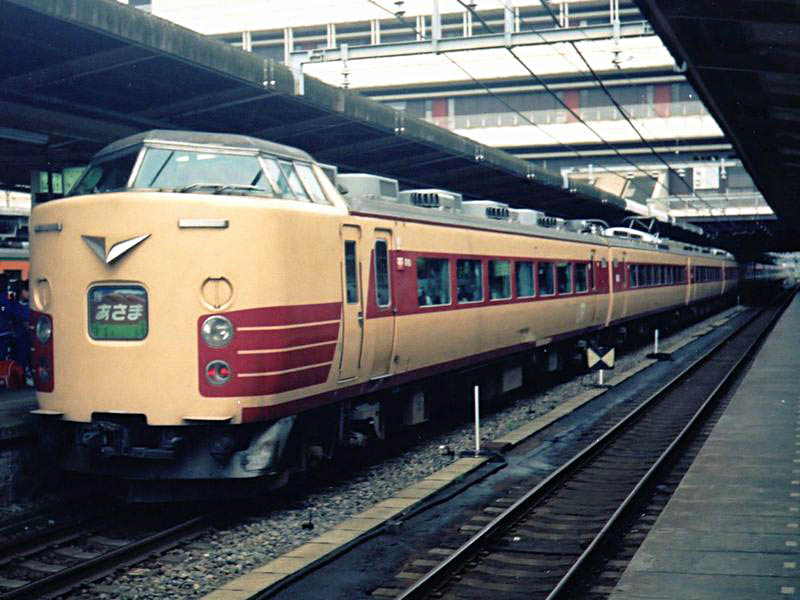
當時的189系「淺間號」

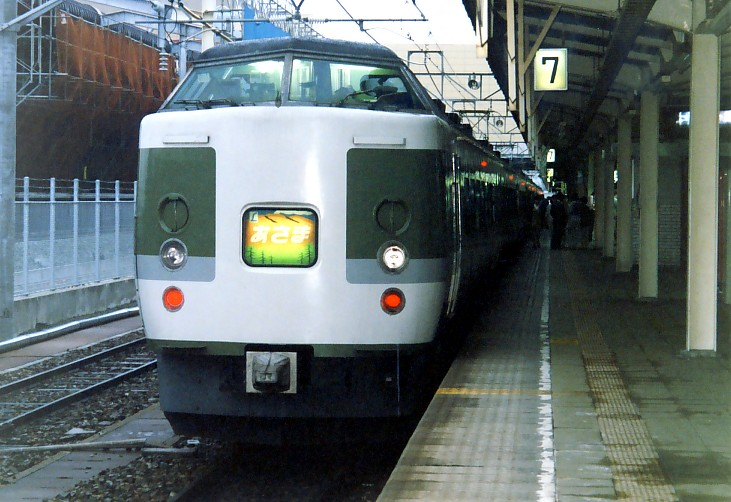
1996年的「淺間號」，圖片左邊的是新幹線長野站

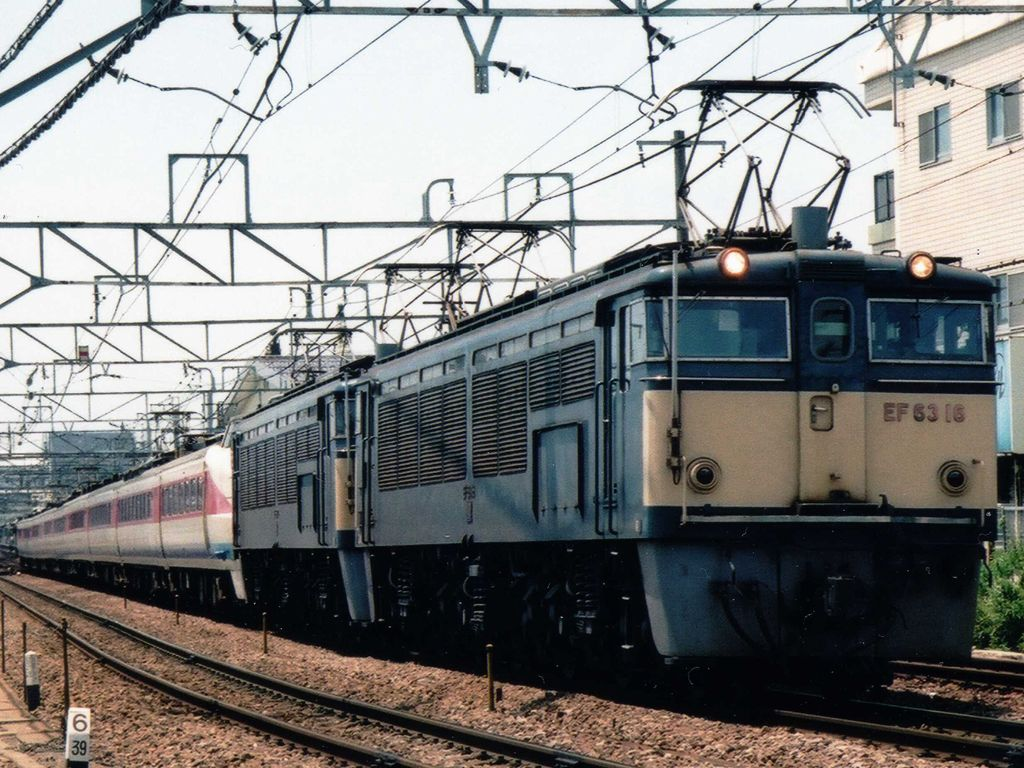
EF63形補助機車拉正在拖拉特急「白山」號

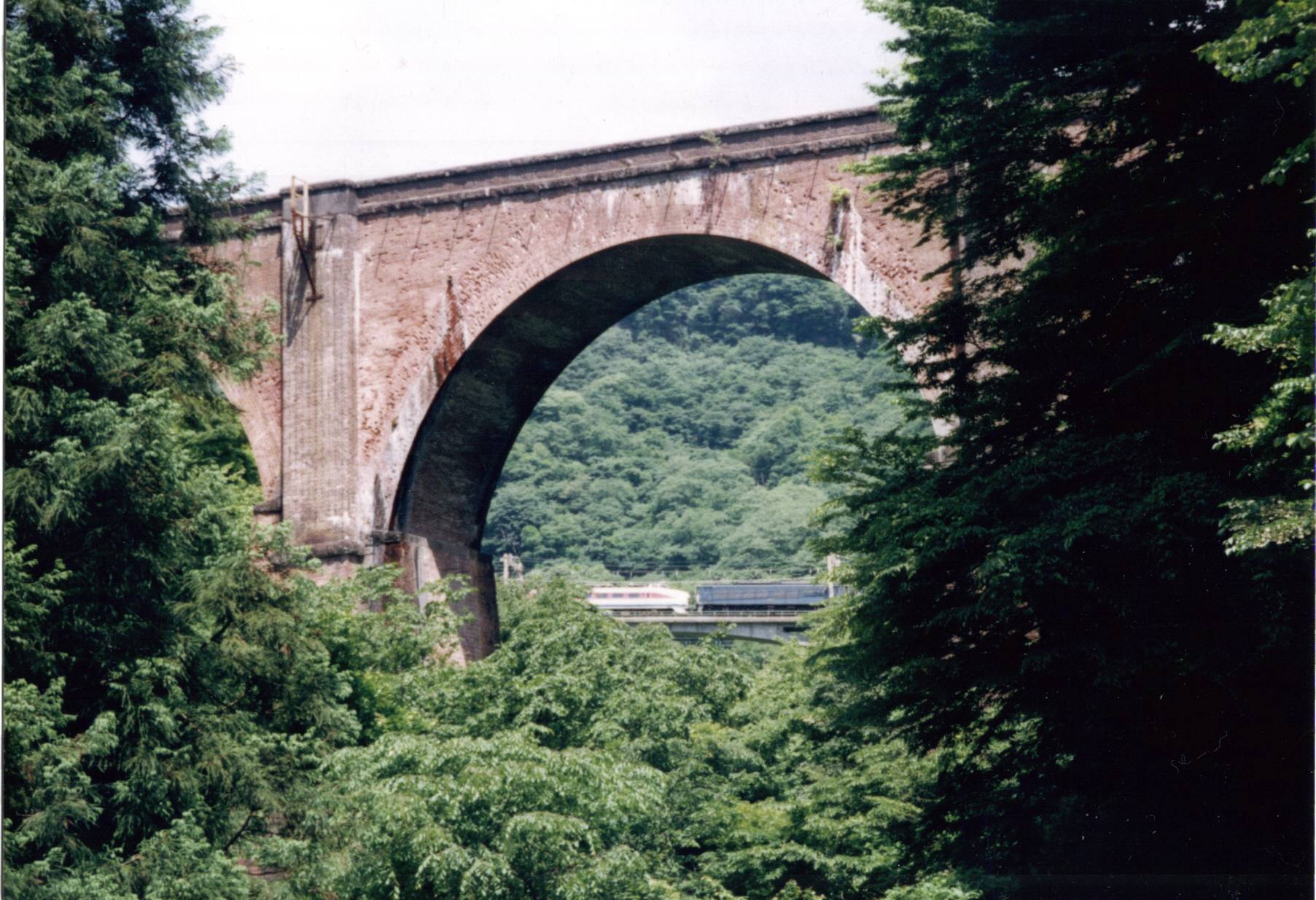
路線其中一段的碓冰第三橋樑，在碓冰的這段路，最大斜度為66.7‰，即1/15斜路 = 約3.8度

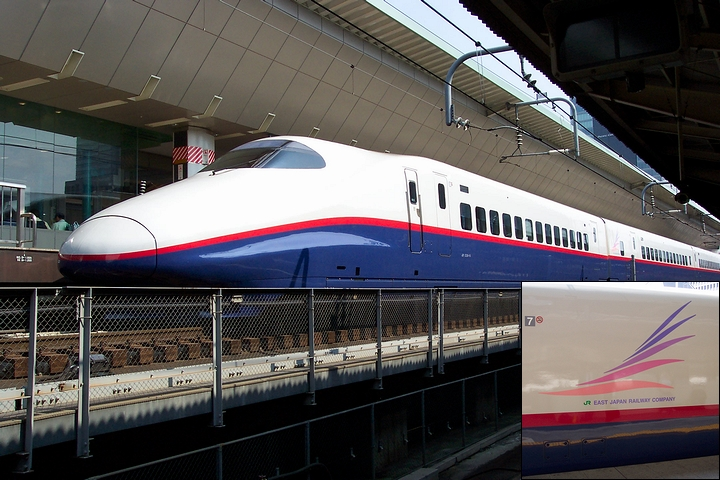
停靠於東京站的淺間號列車（2005年6月13日）

新幹線開業前，淺間號共服務了36年，雖然當時同樣是由東京來往長野，但是經路迂迴和時間長得多。
曾經有下列三種的淺間號存在。
1. 1961年10月－1962年12月，來往小諸－新潟站間的準急列車「淺間」
2. 1962年12月－1963年9月，來往上野－長野站間的夜行準急列車「淺間」
3. 1966年10月－1997年9月，上野－長野站/妙高高原站/直江津站間運行的特急列車「淺間」

### 信越本線開業
- 1885年10月15日，信越本線高崎站－橫川站以官營鐵路方式開業。
- 1888年12月1日，直江津站－輕井澤站開業。橫川－輕井澤間一段的碓冰嶺因為斜度關係，以碓冰馬車鐵路名義，運行馬車鐵路。
- 1893年4月1日，橫川站－輕井澤站間的碓冰嶺舖設ABT式齒條路軌，供蒸汽機車行駛。當時高崎站－直江津站間1日內只有兩班來回班次、下行需8小時35分鐘，上行8小時40分鐘。碓冰峠的路段當時就要1小時15－20分鐘。

### 戰後
- 1948年7月1日，上野站－直江津站間開始提供不定期的一班來回準急列車服務。
- 1949年9月15日，不定期準急列車定期化，服務至長野站。
- 1950年10月1日，長野－直江津間列車定期化。
- 1961年3月1日　小諸－新潟間的(小諸－長野間為停靠各站的普通列車）開始服務，當時為柴油客車的準急班次，第一次有列車以「淺間」命名。
- 1963年10月1日，碓冰嶺正式由單線齒條路軌運行升格至雙線一般路軌，並使用電動列車，不過都要以補助機車拉到輕井澤，所需時間短縮至由下行列車17分鐘，上行列車24分鐘。[6]

### 特急「淺間」號設定後
- 1966年10月1日，新設兩班來回上野－長野間的特急列車，正式以「淺間號」號作列車名。
- 1975年10月1日，淺間號一直使用的181系更換作新製的國鐵189系電車。
- 1972年10月2日，「淺間號」升格為L特急班次。
- 1968年10月1日，國鐵實施大規模的時刻表訂正，淺間號增加至3班來回班次，其中1班來回班次行駛至直江津站。另外1班來回班次更會到東京站。
- 1973年4月1日，受東北新幹線和上越新幹線的建築工程影響，到東京站的排班取消，全部班次改為在上野站出發。
- 1997年10月1日，在長野新幹線開通前一日爲限，特急淺間號、白山號、微風號廢除。同時信越本線的橫川站－輕井澤站間的路段廢止，昔日在碓冰以大斜道聞名的路段也走進歷史，在1999年開始，由碓冰嶺鐵道文化村保存。而輕井澤站－篠之井站間的一段在來線就轉交給信濃鐵道運行。

### 新幹線「淺間」號
- 1997年10月1日：北陸新幹線（時稱長野新幹線）高崎站至長野站間開業。新幹線「淺間」號在東京站至輕井澤站、長野站間開始運營[7]。

## 外部連結
- JR東日本淺間號使用列車網頁 （页面存档备份，存于）（日語）